# Каримов, Джамшед Хилолович
Джамшед Каримов (тадж. Ҷамшед Ҳилолович Каримов, 4 августа 1940) — таджикский государственный и политический деятель, премьер-министр Таджикистана (1994—1996).

## Биография
Джамшед Каримов родился 4 августа 1940 года в Душанбе. В 1962 году окончил Московский технологический институт легкой промышленности, в 1968 — аспирантуру Центрального экономико-математического института Академии наук СССР. В период с 1962 по 1981 год работал ассистентом кафедры экономики промышленности Таджикского государственного университета, МНС, затем заведующим отделом Института экономики АН Таджикистана, а также заместителем директора, директором НИИ экономики и экономико-математических методов планирования Госплана Таджикистана.
С 26 марта 1989 года по 26 декабря 1991 года — Народный депутат СССР. Одновременно занимает пост Первого Секретаря Душанбинского городского комитета партии. С января по июль 1991 года — заместитель председателя Кабинета Министров Таджикистана, затем с июля 1991 по ноябрь 1992 года — первый заместитель премьер-министра. В 1993 году являлся руководителем Межрегионального торгового представительства Таджикистана в Чехии и Словакии. В период 31 августа по 21 сентября 1992 года и. о. премьер-министра. С 1994 года — государственный советник Президента по социально-экономической политике. 2 декабря 1994 года был назначен премьер-министром страны, занимав эту должность до 8 февраля 1996 года. В годы его премьерства функции главы правительства были резко ограничены. После отставки в 1996—1997 годах Джамшед Каримов работал советником Фонда за выживание и развитие человечества, старшим советником Президента Таджикистана по международным вопросам. 9 января 1997 года был назначен послом Таджикистана в Китае.

## Награды
- Орден Трудового Красного Знамени[1]